# Eternity (film)
Eternity är en amerikansk dramakomedifilm, som har en planerad premiär i september 2025 på Toronto International Film Festival. Filmen är regisserad av David Freyne efter ett manus skrivet av Freyne och Patrick Cunnane.

## Handling
I ett liv efter döden där själar har en vecka på sig att bestämma var de ska tillbringa evigheten, ställs Joan inför det omöjliga valet mellan mannen hon delade sitt liv med och sin första kärlek.

## Rollista (i urval)
- Elizabeth Olsen - Joan
- Miles Teller - Larry
- Callum Turner - Luke
- Da'Vine Joy Randolph - Anna
- John Early - Ryan
- Olga Merediz - Karen